# W0
W0 (v Česku také familiárně Vatrtova konstanta) je fyzikální konstanta určující ideální hladinu, ve které se nachází nadmořská výška 0 metrů nad mořem. Historicky měřené výšky krajinných bodů oproti hladině moře v jednotlivých zemích a místech na planetě jsou totiž měřeny oproti lokálně stanovené hladině moře a vzhledem k pohybům hladiny moří díky slapovým jevům, salinitě a dalším jevům se mohou výšky různých bodů mezi místy na planetě lišit až o několik metrů.
Hodnotu se svým týmem spoluvypočítal český vědec prof. Ing. Viliam Vatrt, DrSc. a byl za to v roce 2011 oceněn českým oceněním za vědu a výzkum Česká hlava (cena společnosti Kapsch). Byla uznána světově. Jedná se o globální hodnotu geopotenciálu geoidu. Jde o konvenční hodnotu, která se nemění s tím, jak se mění hladina moře (a potenciál na ní). Označení potenciálu geoidu jako W0 a výpočty jsou však starší (70. léta 20. století). Tudíž Vatrt (narozený v roce 1953) není mezinárodně uznávaným autorem této veličiny.

## Využití
Hodnota W0 se používá například pro:
- sladění atomových hodin pro měření času (hodiny měří mírně odlišně dle nadmořské výšky, ve které jsou umístěny)
- mapování geologických nalezišť[7]

## Velikost
Hodnota geopotenciálu je:
{\displaystyle W_{0}=(62636856{,}0\pm 0,5)\;\mathrm {m} ^{2}\mathrm {s} ^{-2}}
Tato hodnota byla stanovena již v roce 1999 na základě satelitních měření NASA z let 1993-1998 v práci, jejímž hlavním autorem je Milan Burša (Astronomický ústav AV ČR) a Vatrt je jedním ze spoluautorů. Hodnota W0 geopotenciálu, kterou roku 2000 přijala Mezinárodní astronomická unie (IAU), je založena na jejich hodnotě 62636856 m2s−2, ale jiní vědci dospěli k hodnotám lišícím se například i o 2,5 m2s−2 (Sanchez 2007). Moderní měření (například pomocí satelitů GOCE) ukazují, že hodnota potenciálu na hladině moře může být i pouze 62636853,1 m2s−2 a hodnota IAU z 2000 („Vatrtova“) není v souladu s novými geodetickými modely. Hodnota konvenčně přijatá Mezinárodní geodetickou asociací (IAG) v roce 2015 je 62636853,4 m2s−2 a liší se tak od konvence IAU.